# Friuli (vino)
Friuli o Furlanija (in sloveno), anche chiamato Friuli Venezia Giulia o Furlanija Julijska Krajina (in sloveno), è la denominazione di origine controllata e garantita di un vino prodotto nella regione Friuli-Venezia Giulia.

## Zona di produzione
La zona di produzione delle uve comprende le aree vitate presenti nei seguenti comuni:
- Arba, Arzene - Valvasone, Aviano, Azzano Decimo, Brugnera, Budoia, Caneva, Casarsa della Delizia, Castelnovo del Friuli, Cavasso Nuovo, Chions, Cordenons, Cordovado, Fanna, Fiume Veneto, Fontanafredda, Maniago, Meduno, Montereale Valcellina, Morsano al Tagliamento, Pasiano di Pordenone, Pinzano al Tagliamento, Polcenigo, Porcia, Pordenone, Prata di Pordenone, Pravisdomini, Roveredo in Piano, Sacile, San Giorgio della Richinvelda, San Martino al Tagliamento, San Quirino, San Vito al Tagliamento, Sequals, Sesto al Reghena, Spilimbergo, Travesio, Vajont, Vivaro, Zoppola, in provincia di Pordenone.
- Capriva del Friuli, Cormòns, Doberdò del Lago, Dolegna del Collio, Farra d'Isonzo, Fogliano Redipuglia, Gorizia, Gradisca d'Isonzo, Grado, Mariano del Friuli, Medea, Monfalcone, Moraro, Mossa, Romans d'Isonzo, Ronchi dei Legionari, Sagrado, San Canzian d'Isonzo, San Floriano del Collio, San Lorenzo Isontino, San Pier d'Isonzo, Savogna d'Isonzo, Staranzano, Turriaco, Villesse, in provincia di Gorizia.
- Duino-Aurisina, Monrupino, Muggia, San Dorligo della Valle, Sgonico, Trieste, in provincia di Trieste
- Aiello del Friuli, Aquileia, Artegna, Attimis, Bagnaria Arsa, Basiliano, Bertiolo, Bicinicco, Buia, Buttrio, Camino al Tagliamento, Campoformido, Campolongo al Torre, Carlino, Cassacco, Castions di Strada, Cervignano del Friuli, Chiopris-Viscone, Cividale del Friuli, Codroipo, Colloredo di Monte Albano, Corno di Rosazzo, Coseano, Dignano, Faedis, Fagagna, Fiumicello, Flaibano, Gemona del Friuli, Gonars, Latisana, Lestizza, Lignano Sabbiadoro, Magnano in Riviera, Majano, Manzano, Marano Lagunare, Martignacco, Mereto di Tomba, Moimacco, Mortegliano, Moruzzo, Muzzana del Turgnano, Nimis, Osoppo, Pagnacco, Palazzolo dello Stella, Palmanova, Pasian di Prato, Pavia di Udine, Pocenia, Porpetto, Povoletto, Pozzuolo del Friuli, Pradamano, Precenicco, Premariacco, Prepotto, Ragogna, Reana del Rojale, Remanzacco, Rive d’Arcano, Rivignano-Teor, Ronchis, Ruda, San Daniele del Friuli, San Giorgio di Nogaro, San Giovanni al Natisone, San Pietro al Natisone, San Vito al Torre, San Vito di Fagagna, Santa Maria la Longa, Sedegliano, Talmassons, Tapogliano, Tarcento, Tavagnacco, Terzo d'Aquileia, Torreano, Torviscosa, Treppo Grande, Tricesimo, Trivignano Udinese, Udine, Varmo, Villa Vicentina, Visco, in provincia di Udine.

## Storia
La coltivazione della vite nel Friuli Venezia Giulia risale probabilmente all'VIII secolo a.C., come evidenziato da Erodiano, Tito Livio e Strabone; in epoca imperiale il vino "Pucino" era conosciuto fono a Roma.
La viticoltura vide un'ulteriore espansione nel periodo longobardo e nel Medioevo fu valorizzata la Ribolla; nella Repubblica di Venezia e nella contea di Gorizia i vini friulani divennero anche merce di scambio. Nell'Ottocento il conte De la Tour introdusse le viti dei Pinot, del Merlot e dello Sauvignon.
La modernizzazione del settore enologico venne attuata dopo la metà del Novecento grazie all'Istituto Sperimentale per la vitivinicoltura di Conegliano, che contribuì al riconoscimento delle prime DOC.

## Tecniche di produzione
Nei vigneti sono vietate le forme di allevamento a tendone e a pergola.
Tutte le operazioni di cantina devono venire effettuate all'interno della zona di produzione. Sono consentite anche nei comuni di Cordignano, Orsago, Gaiarine, Portobuffolé, Mansuè, Meduna di Livenza e Motta di Livenza in provincia di Treviso e nei comuni di Portogruaro, Pramaggiore ed Annone Veneto in provincia di Venezia.
Le tipologie "Ribolla gialla spumante" e "Spumante" devono essere ottenute con il metodo Martinotti; si può utilizzare il millesimo quando la durata del processo di elaborazione è di almeno 18 mesi, mentre per l'immissione al consumo occorre attendere ventiquattro mesi. Per le tipologie ""Ribolla gialla spumante metodo classico" e "Spumante metodo classico", ottenute solo tramite rifermentazione in bottiglia, possono venire commercializzate non prima di venticinque mesi e millesimate solo dopo trenta mesi di affinamento e commercializzate dopo altri sette mesi.
I vini delle altre denominazioni di origine regionali possono essere riclassificati con la denominazione "Friuli".
Per tutti i vini è esclusa la tappatura con tappo a corona e per gli spumanti il tappo in plastica.

## Disciplinare
La DOC è stata proposta con prot. 0032963, G.U. 99/2016

Le ultime modifiche sono state introdotte a seguito della nota ARES n. 3286907 -20/05/2019 della Commissione UE.

## Tipologie

### Bianco
| uvaggio                        | Chardonnay, Friulano, Malvasia istriana, Pinot bianco, Pinot grigio, Riesling, Sauvignon, Traminer aromatico, Verduzzo friulano, Ribolla gialla, anche congiuntamente, 100% |
| titolo alcolometrico minimo    | 10,50% |
| acidità totale minima          | 4,00 g/l. |
| estratto secco minimo          | 14,00 g/l |
| resa massima di uva per ettaro | 140 q. |
| resa massima di uva in vino    | 75% |

### Spumante
| uvaggio                        | Chardonnay, Pinot bianco, Pinot grigio, Pinot nero, anche congiuntamente, 100% |
| titolo alcolometrico minimo    | 11,00%                                                                         |
| acidità totale minima          | 5,00 g/l.                                                                      |
| estratto secco minimo          | 14,00 g/l                                                                      |
| resa massima di uva per ettaro | 140 q.                                                                         |
| resa massima di uva in vino    | 65%                                                                            |

### Spumante Metodo Classico
| uvaggio                        | Chardonnay, Pinot bianco, Pinot grigio, Pinot nero, anche congiuntamente, 100,00% |
| titolo alcolometrico minimo    | 11,00% vol.                                                                       |
| acidità totale minima          | 5,00 g/l.                                                                         |
| estratto secco minimo          | 15,00 g/l                                                                         |
| resa massima di uva per ettaro | 140 q.                                                                            |
| resa massima di uva in vino    | 65%                                                                               |

### Ribolla gialla Spumante
| uvaggio                        | Ribolla gialla 85% minimo; Pinot bianco, Pinot grigio, Chardonnay, Pinot Nero |
| titolo alcolometrico minimo    | 11,00%                                                                        |
| acidità totale minima          | 5,00 g/l.                                                                     |
| estratto secco minimo          | 14,00 g/l                                                                     |
| resa massima di uva per ettaro | 140 q.                                                                        |
| resa massima di uva in vino    | 65%                                                                           |

### Ribolla gialla Spumante metodo classico
| uvaggio                        | Ribolla gialla 85% minimo; Pinot bianco, Pinot grigio, Chardonnay, Pinot Nero |
| titolo alcolometrico minimo    | 11,00%                                                                        |
| acidità totale minima          | 5,00 g/l.                                                                     |
| estratto secco minimo          | 15,00 g/l                                                                     |
| resa massima di uva per ettaro | 140 q.                                                                        |
| resa massima di uva in vino    | 65%                                                                           |

### Chardonnay
| uvaggio                        | Chardonnay minimo 85%; altre uve bianche ad eccezione di Moscato, Muller Thurgau e Traminer. |
| titolo alcolometrico minimo    | 10,50%                                                                                       |
| acidità totale minima          | 4,00 g/l.                                                                                    |
| estratto secco minimo          | 14,00 g/l                                                                                    |
| resa massima di uva per ettaro | 140 q.                                                                                       |
| resa massima di uva in vino    | 75%                                                                                          |

### Friulano
| uvaggio                        | Friulano minimo 85%; altre uve bianche ad eccezione di Moscato, Muller Thurgau e Traminer |
| titolo alcolometrico minimo    | 10,50%                                                                                    |
| acidità totale minima          | 4,00 g/l.                                                                                 |
| estratto secco minimo          | 14,00 g/l                                                                                 |
| resa massima di uva per ettaro | 140 q.                                                                                    |
| resa massima di uva in vino    | 75%                                                                                       |

### Malvasia
| uvaggio                        | Malvasia minimo 85%; altre uve bianche ad eccezione di Moscato, Muller Thurgau e Traminer |
| titolo alcolometrico minimo    | 10,50%                                                                                    |
| acidità totale minima          | 4,00 g/l.                                                                                 |
| estratto secco minimo          | 14,00 g/l                                                                                 |
| resa massima di uva per ettaro | 120 q.                                                                                    |
| resa massima di uva in vino    | 75%                                                                                       |

### Pinot bianco
| uvaggio                        | Pinot bianco minimo 85%; altre uve bianche ad eccezione di Moscato, Muller Thurgau e Traminer |
| titolo alcolometrico minimo    | 10,5,00%                                                                                      |
| acidità totale minima          | 4,00 g/l.                                                                                     |
| estratto secco minimo          | 14,00 g/l                                                                                     |
| resa massima di uva per ettaro | 140 q.                                                                                        |
| resa massima di uva in vino    | 75%                                                                                           |

### Pinot grigio
Denominato anche Pinot gris
| uvaggio                        | Pinot grigio 85% minimo; altre uve bianche ad eccezione di Moscato, Muller Thurgau e Traminer |
| titolo alcolometrico minimo    | 10,50%                                                                                        |
| acidità totale minima          | 4,00 g/l.                                                                                     |
| estratto secco minimo          | 14,00 g/l                                                                                     |
| resa massima di uva per ettaro | 140 q.                                                                                        |
| resa massima di uva in vino    | 75%                                                                                           |

### Riesling
| uvaggio                        | Riesling italico e Riesling renano anche disgiunti 85% minimo; altre uve bianche ad eccezione di Moscato, Muller Thurgau e Traminer |
| titolo alcolometrico minimo    | 10,50% |
| acidità totale minima          | 4,00 g/l. |
| estratto secco minimo          | 14,00 g/l |
| resa massima di uva per ettaro | 130 q. |
| resa massima di uva in vino    | 75% |

### Sauvignon
| uvaggio                        | Sauvignon 85% minimo; altre uve bianche ad eccezione di Moscato, Muller Thurgau e Traminer |
| titolo alcolometrico minimo    | 10,50%                                                                                     |
| acidità totale minima          | 4,00 g/l.                                                                                  |
| estratto secco minimo          | 14,00 g/l                                                                                  |
| resa massima di uva per ettaro | 140 q.                                                                                     |
| resa massima di uva in vino    | 75%                                                                                        |

### Traminer aromatico
| uvaggio                        | Traminer aromatico 85% minimo; altre uve bianche |
| titolo alcolometrico minimo    | 10,50%                                           |
| acidità totale minima          | 4,00 g/l.                                        |
| estratto secco minimo          | 14,00 g/l                                        |
| resa massima di uva per ettaro | 130 q.                                           |
| resa massima di uva in vino    | 75%                                              |

### Verduzzo friulano
| uvaggio                        | Verduzzo friulano 85% minimo; altre uve bianche ad eccezione di Moscato, Muller Thurgau e Traminer |
| titolo alcolometrico minimo    | 10,50%                                                                                             |
| acidità totale minima          | 4,00 g/l.                                                                                          |
| estratto secco minimo          | 18,00 g/l                                                                                          |
| resa massima di uva per ettaro | 140 q.                                                                                             |
| resa massima di uva in vino    | 75%                                                                                                |

### Cabernet
| uvaggio                        | Cabernet franc, Cabernet sauvignon e Carmenere minimo 85%; altre uve rosse |
| titolo alcolometrico minimo    | 10,50%                                                                     |
| acidità totale minima          | 4,00 g/l.                                                                  |
| estratto secco minimo          | 18,00 g/l                                                                  |
| resa massima di uva per ettaro | 130 q.                                                                     |
| resa massima di uva in vino    | 70%                                                                        |

### Cabernet Franc
| uvaggio                        | Cabernet franc 85% minimo;; altre uve rosse |
| titolo alcolometrico minimo    | 10,50%                                      |
| acidità totale minima          | 4,00 g/l.                                   |
| estratto secco minimo          | 18,00 g/l                                   |
| resa massima di uva per ettaro | 130 q.                                      |
| resa massima di uva in vino    | 70%                                         |

### Cabernet Sauvignon
| uvaggio                        | Cabernet Sauvignon 85%; altre uve rosse |
| titolo alcolometrico minimo    | 10,50%                                  |
| acidità totale minima          | 4,00 g/l.                               |
| estratto secco minimo          | 18,00 g/l                               |
| resa massima di uva per ettaro | 140 q.                                  |
| resa massima di uva in vino    | 70%                                     |

### Merlot
| uvaggio                        | Merlot 85%; altre uve rosse |
| titolo alcolometrico minimo    | 10,50%                      |
| acidità totale minima          | 4 ,00 g/l.                  |
| estratto secco minimo          | 18,00 g/l                   |
| resa massima di uva per ettaro | 140 q.                      |
| resa massima di uva in vino    | 70%                         |

### Pinot nero
Detto anche Pinot noir
| uvaggio                        | Pinot nero 85%; altre uve rosse |
| titolo alcolometrico minimo    | 10,50%                          |
| acidità totale minima          | 4 ,00 g/l.                      |
| estratto secco minimo          | 18,00 g/l                       |
| resa massima di uva per ettaro | 140 q.                          |
| resa massima di uva in vino    | 70%                             |

### Refosco dal peduncolo rosso
| uvaggio                        | Refosco dal peduncolo rosso 85%; altre uve rosse |
| titolo alcolometrico minimo    | 10,50%                                           |
| acidità totale minima          | 4 ,00 g/l.                                       |
| estratto secco minimo          | 18,00 g/l                                        |
| resa massima di uva per ettaro | 140 q.                                           |
| resa massima di uva in vino    | 70%                                              |

### Rosso
| uvaggio                        | Cabernet franc, Cabernet Sauvignon, Carmenere, Merlot, Pinot nero, Refosco dal peduncolo rosso, anche congiuntamente |
| titolo alcolometrico minimo    | 10,50% |
| acidità totale minima          | 4 ,00 g/l. |
| estratto secco minimo          | 18,00 g/l |
| resa massima di uva per ettaro | 140 q. |
| resa massima di uva in vino    | 70% |